# Fives
Группа Fives (ранее Compagnie de Fives-Lille, Fives Cail Babcock и Fives-Lille) — промышленная инжиниринговая группа, основанная более 200 лет назад, которая проектирует и поставляет технологическое оборудование, станки и производственные линии для крупнейших международных компаний в металлургической, авиационно-космической, алюминиевой, автомобилестроительной, логистической, стекольной, цементной, энергетической отраслях промышленности и переработке минерального сырья. 
Дочерние компании и представительства группы Fives находятся более чем в 30 странах мира, а общее число сотрудников составляет 8 300 человек. В 2015 году объём продаж группы составил около 2 миллиардов евро.

## История

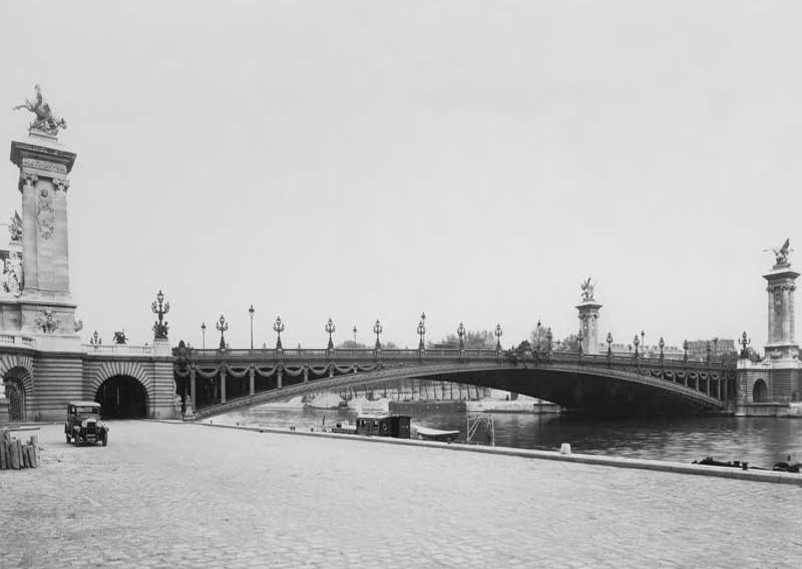
Мост Александра III в Париже

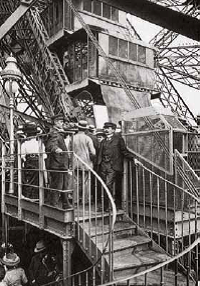
Лифты Эйфелевой башни

Деятельность группы отмечена выдающимися достижениями: разработкой первых паровых локомотивов, строительством моста Александра III в Париже, изготовлением металлоконструкций для вокзала, а ныне музея д’Орсе, сооружением лифтов для Эйфелевой башни.

## В России
Группа реализует проекты на территории России на протяжении более 160 лет.